# Ritteressen

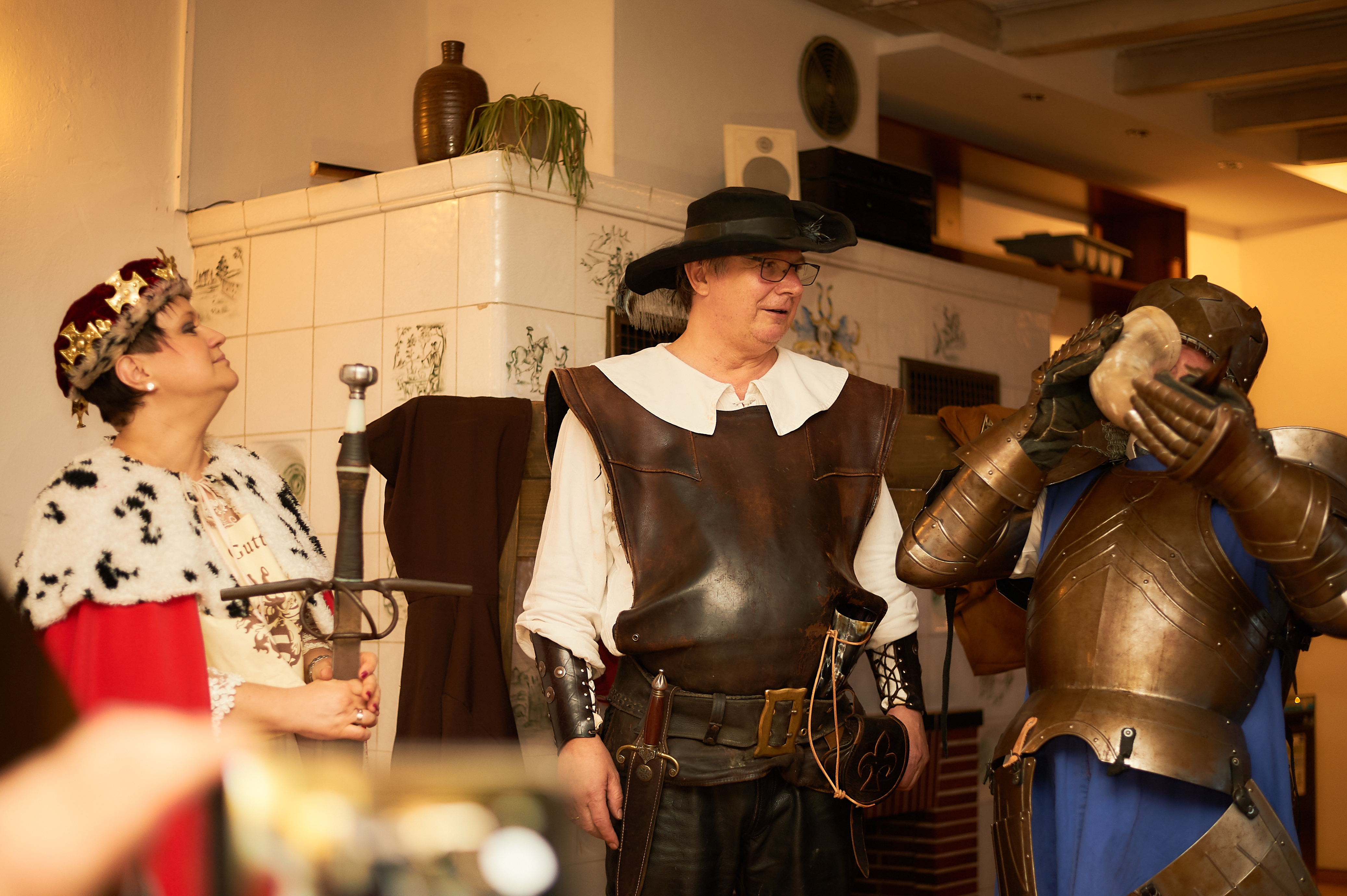
Rittermahl auf Burg Guttenberg

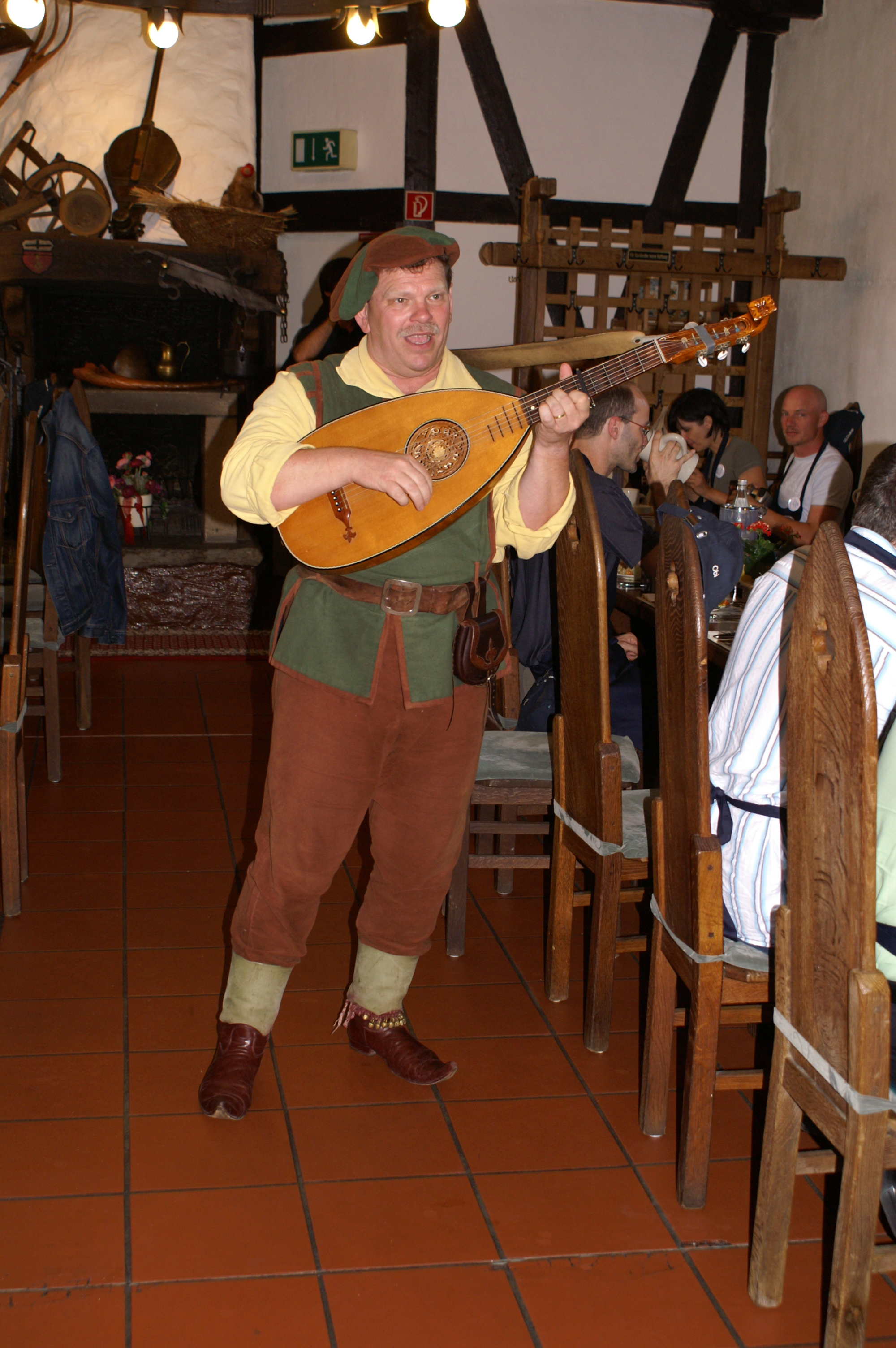
Ritteressen auf Burg Linz am Rhein

Ein Ritteressen (oder Rittermahl) ist ein Angebot der Erlebnisgastronomie. Dabei werden in der Regel in einer historischen Lokalität wie beispielsweise einer Burg, einem Schloss oder einem Gewölbekeller Speisen in einem angeblich mittelalterlichen Ambiente mit entsprechendem Rahmenprogramm serviert.
Sowohl Bedienstete als auch ein Teil der Besucher kleiden sich in fantasievolle oder mittelalterlich wirkende Kleidung. Das Rittermahl selbst ist meist eine Auswahl rustikaler Speisen, die aber generell keinen authentischen mittelalterlichen Hintergrund besitzen. Ergänzt werden die Veranstaltungen oft von Darbietungen von Gauklern und Musikern der Mittelalterszene. Ein Zeremonienmeister kann durch die Veranstaltung führen. Burgen, Schlösser, Gaststätten, aber auch historische Kulturvereine bieten derartige Veranstaltungen an.
In der Regel haben solche Veranstaltungen keine nennenswerte historische Basis und entsprechen nicht der Esskultur im Mittelalter, sondern sind eher an Mittelalterdarstellungen in Spielfilmen und anderen populären Medien orientiert. So sind die Speisen und die Kleidung des Personals mittelalterlichen Gebräuchen lediglich nachempfunden. Häufig finden sich im Speiseangebot Anachronismen wie Kartoffeln, die erst seit der Neuzeit ein Teil der europäischen Küche sind.